# إرين بولبول
1. ↑  "Trabzon'da şehit olan Eren Bülbül toprağa verildi" (بالتركية). 12 Aug 2017. Archived from the original on 2017-08-17. Retrieved 2017-08-16.
2. ↑   https://www.mynet.com/trabzonda-sehit-dusen-eren-bulbul-yurekleri-dagladi-eren-bulbul-kimdir-110103196446. {{استشهاد ويب}}: |url= بحاجة لعنوان (مساعدة) والوسيط |title= غير موجود أو فارغ (من ويكي بيانات) (مساعدة)

إرين بولبول (1 يناير 2002-11 أغسطس 2017) ، فتى تركي يبلغ من العمر 15 عامًا من ماتشكا ، طرابزون ، قُتل خلال الاشتباكات بين حزب العمال الكردستاني (PKK) وقوات الأمن التركية في جزء من الجيش التركي . دورية خلال الصراع التركي وحزب العمال الكردستاني